# Watson River
Watson River är ett vattendrag i Australien. Det ligger i delstaten Queensland, omkring 2 000 kilometer nordväst om delstatshuvudstaden Brisbane.
I omgivningarna runt Watson River växer huvudsakligen savannskog. Trakten runt Watson River är nära nog obefolkad, med mindre än två invånare per kvadratkilometer. Savannklimat råder i trakten. Genomsnittlig årsnederbörd är 1 886 millimeter. Den regnigaste månaden är januari, med i genomsnitt 595 mm nederbörd, och den torraste är augusti, med 1 mm nederbörd.